# Katastrofa statku Hableány
Katastrofa statku Hableány – wypadek żeglugowy, który miał miejsce 29 maja 2019 roku w Budapeszcie, na Dunaju. Statek turystyczny Viking Sigyn, zderzył się ze statkiem spacerowym Hableány (węg. "syrena"), powodując jego natychmiastowe zatonięcie. W wyniku zatonięcia śmierć poniosło 27 osób a 1 osobę uznaje się za zaginioną.

## Opis zdarzenia

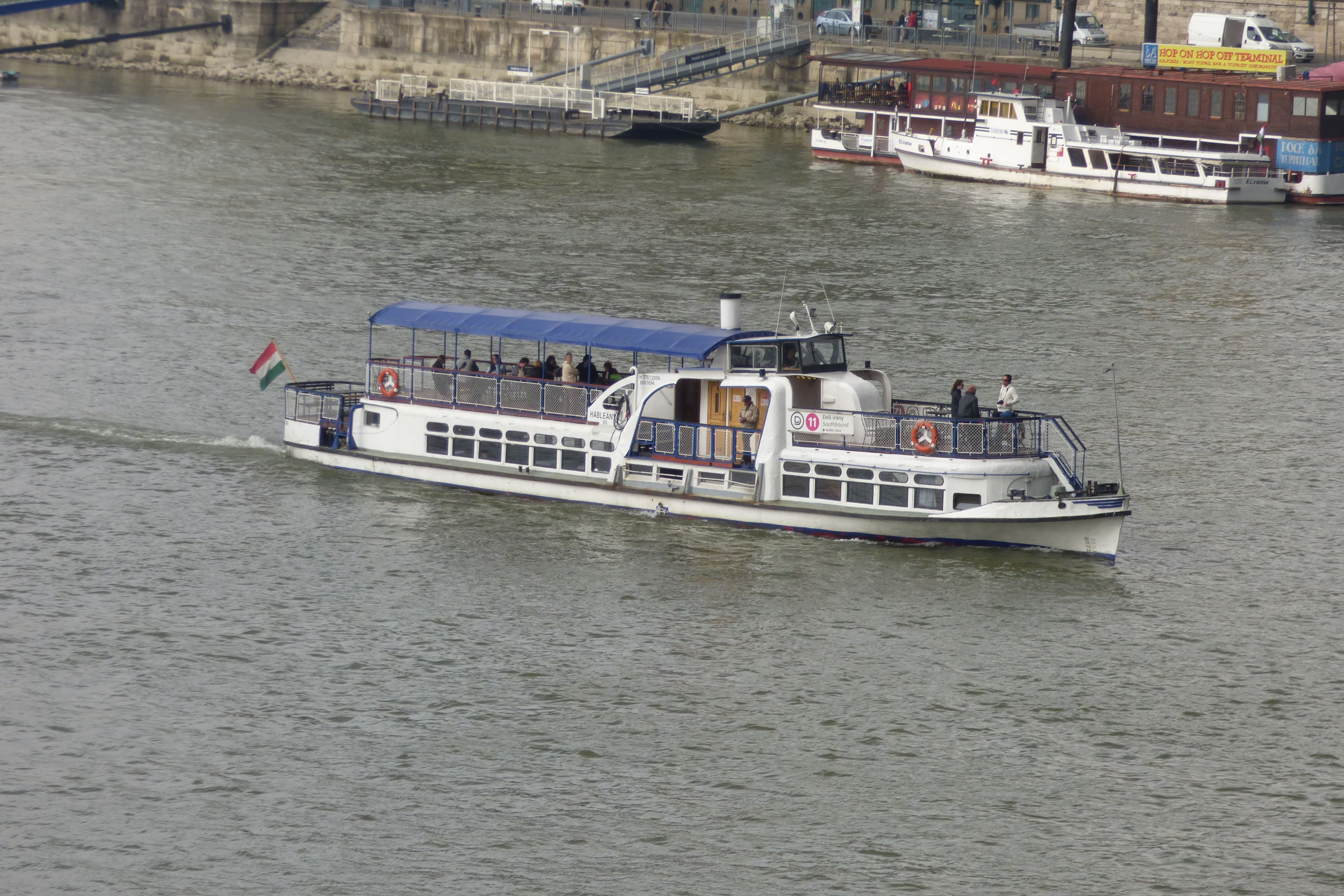
Hableány (kwiecień 2017)

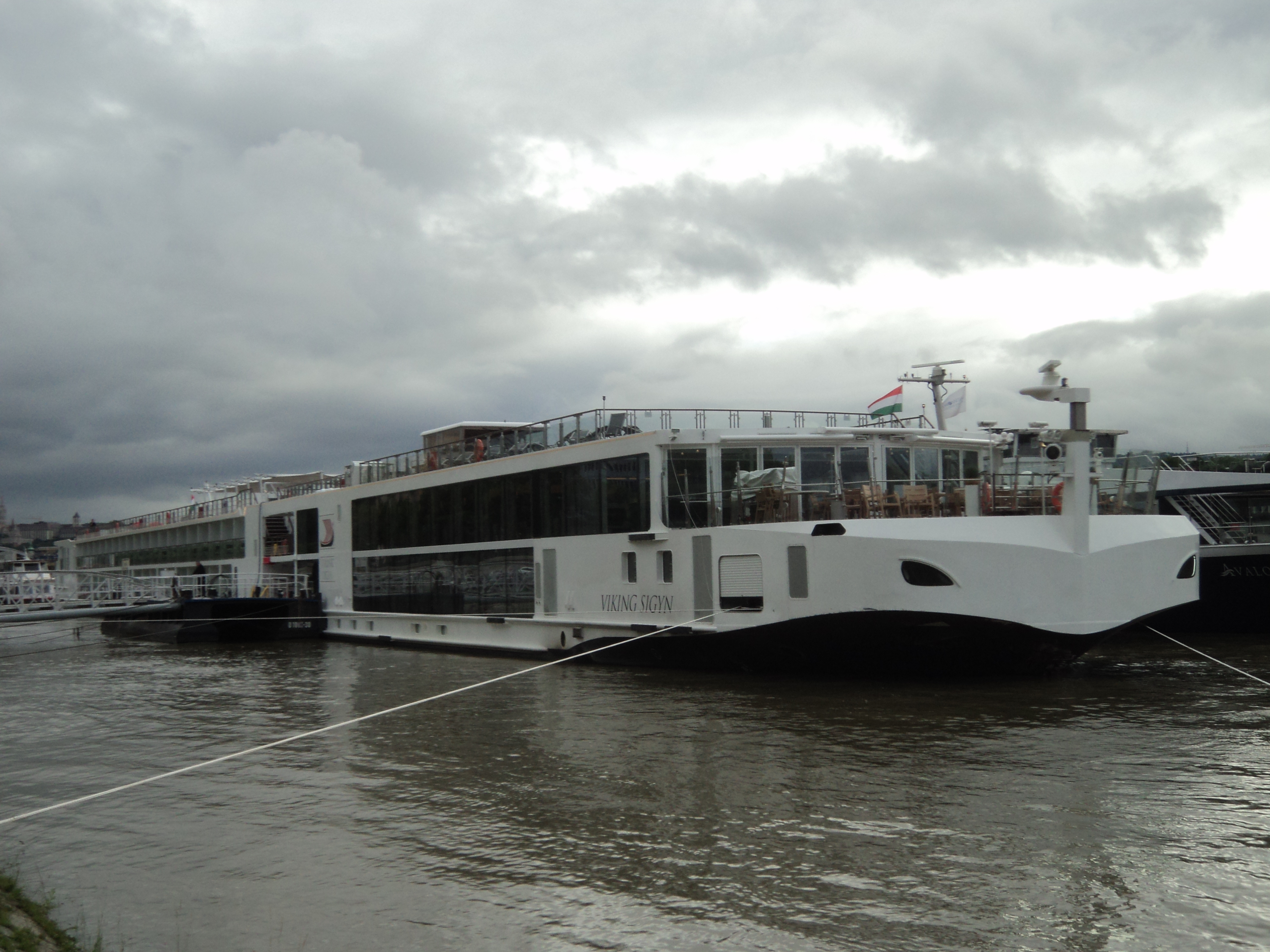
Viking Sigyn (30 maja 2019)

Hableány był 27 metrową, dwupoziomową jednostką, wyprodukowaną w 1949 roku w ZSRR. Wieczorem 29 maja 2019 roku statek wypłynął w godzinny rejs turystyczny po Dunaju. Na jego pokładzie znajdowało się trzydzieści pięć osób – trzydziestu trzech turystów z Korei Południowej oraz dwóch członków załogi – obywateli Węgier. Gdy jednostka wracała do miejsca swego cumowania, o godzinie 21:05, na wysokości mostu Małgorzaty została staranowana przez mierzący 135 metrów statek turystyczny Viking Sigyn. Hableány zatonął w zaledwie 7 sekund. Do zderzenia doszło podczas złych warunków atmosferycznych – nad Budapesztem przechodziła wówczas burza.

## Akcja ratunkowa
Akcję ratunkowa rozpoczęła się kilka minut po katastrofie. W przeciągu kilkunastu minut służby ratunkowe wyłowiły z wody siedmiu ocalałych turystów. Akcję ratowniczą utrudniały silne prądy oraz podwyższony poziom wody, spowodowany ulewnymi deszczami, które nawiedziły Węgry w ostatnich dniach. Dodatkowo, pracę płetwonurków utrudniła zerowa widoczność. W kolejnych dniach, na brzegach Dunaju odnajdywano zwłoki kolejnych ofiar katastrofy.
Prezydent Korei Mun Jae-in poprosił premiera Węgier Viktora Orbána o omówienie akcji ratowniczej. Ministerstwo Spraw Zagranicznych Korei Południowej zadecydowało o wysłaniu do Budapesztu zespołu składającego się z dwudziestu pięciu ratowników ze straży przybrzeżnej, marynarki wojennej oraz straży pożarnej. Ogółem, w akcję ratunkową zaangażowano ponad 200 ratowników.
Wrak statku wydobyto 11 czerwca. W trakcie przeszukania wraku, odkryto zwłoki czterech osób, w tym kapitana jednostki. Zwłoki ostatniej ofiary odnaleziono 5 lipca, kilkadziesiąt kilometrów od Budapesztu. 